# Сенат (Венесуела)

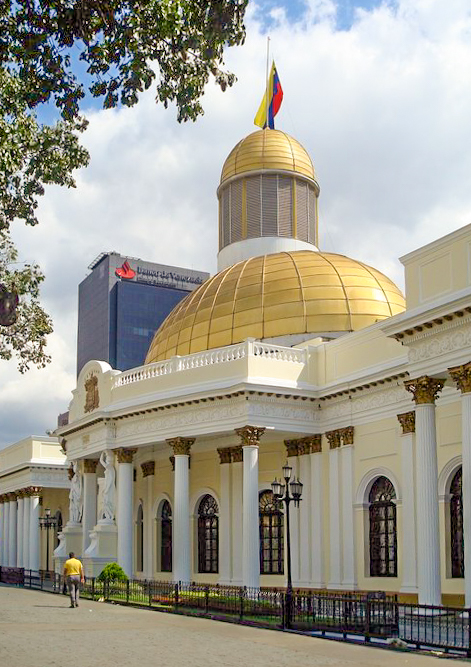
Будівля Сенату у Каракасі

Сенат — верхня палата парламенту Венесуели. Відповідно до конституції 1999 року двопалатний парламент було замінено на однопалатну Національну асамблею.
Головами Сенату були такі колишні президенти Венесуели: Ромуло Бетанкур (1964—1981), Рауль Леоні (1969—1972), Рафаель Кальдера (1974—1994, 1999), Карлос Андрес Перес (1979—1989, 1994—1996), Луїс Еррера Кампінс (1984—1999) та Хайме Дусінхі (1989—1999).
Після останніх виборів до Сенату (1998) він налічував 57 членів.